# Bundestagswahlkreis Aachen I
Der Bundestagswahlkreis Aachen I (Wahlkreis 86; bis zur Bundestagswahl 2021 Wahlkreis 87) ist ein Bundestagswahlkreis in Nordrhein-Westfalen. Er umfasst von der Städteregion Aachen die Stadt Aachen. Bis zur Bundestagswahl 2009 trug der Wahlkreis den Namen 88 Aachen. Die übrigen Städte und Gemeinden der Städteregion Aachen bilden den Bundestagswahlkreis Aachen II.

## Wahlkreisgeschichte
| Wahl      | Wahlkreisname   | Gebiet       |
| --------- | --------------- | ------------ |
| 1949–1961 | 60 Aachen-Stadt | Stadt Aachen |
| 1965–1976 | 53 Aachen-Stadt | Stadt Aachen |
| 1980–1998 | 53 Aachen       | Stadt Aachen |
| 2002–2009 | 88 Aachen       | Stadt Aachen |
| 2013–2021 | 87 Aachen I     | Stadt Aachen |
| 2025–     | 86 Aachen I     | Stadt Aachen |

## Wahlkreisabgeordnete
| Wahl | Abgeordneter | Abgeordneter     | Partei | Stimmen in % |
| ---- | ------------ | ---------------- | ------ | ------------ |
| 1949 |              | Helene Weber     | CDU    | 53,2         |
| 1953 | 57,7         | Helene Weber     | CDU    |              |
| 1957 |              | Franz Meyers     | CDU    | 62,6         |
| 1961 |              | Edmund Sinn      | CDU    | 54,9         |
| 1965 | 53,8         | Edmund Sinn      | CDU    |              |
| 1969 |              | Franz Josef Bach | CDU    | 49,6         |
| 1972 |              | Dieter Schinzel  | SPD    | 47,3         |
| 1976 |              | Hans Stercken    | CDU    | 48,2         |
| 1980 | 45,9         | Hans Stercken    | CDU    |              |
| 1983 | 50,2         | Hans Stercken    | CDU    |              |
| 1987 | 46,5         | Hans Stercken    | CDU    |              |
| 1990 | 45,0         | Hans Stercken    | CDU    |              |
| 1994 |              | Armin Laschet    | CDU    | 46,2         |
| 1998 |              | Ulla Schmidt     | SPD    | 47,3         |
| 2002 | 47,4         | Ulla Schmidt     | SPD    |              |
| 2005 | 40,5         | Ulla Schmidt     | SPD    |              |
| 2009 |              | Rudolf Henke     | CDU    | 39,4         |
| 2013 | 40,7         | Rudolf Henke     | CDU    |              |
| 2017 | 33,7         | Rudolf Henke     | CDU    |              |
| 2021 |              | Oliver Krischer  | GRÜNE  | 30,2         |
| 2025 |              | Armin Laschet    | CDU    | 32,3         |

## Wahlergebnisse

### Bundestagswahl 2025
| Kandidaten                                            | Kandidaten                     | Parteien/Listen     | Erststimmen | Erststimmen | Zweitstimmen | Zweitstimmen |
| Kandidaten                                            | Kandidaten                     | Parteien/Listen     | Stimmen     | %           | Stimmen      | %            |
| ----------------------------------------------------- | ------------------------------ | ------------------- | ----------- | ----------- | ------------ | ------------ |
|                                                       | Ye-One Rhie                    | SPD                 | 27.722      | 19,7        | 25.206       | 17,6         |
|                                                       | Armin Laschetgewählt im WK     | CDU                 | 45.548      | 32,3        | 34.179       | 23,9         |
|                                                       | Lukas Benner                   | GRÜNE               | 39.377      | 27,9        | 34.769       | 24,3         |
|                                                       | Katharina Willkomm             | FDP                 | 5.916       | 4,2         | 6.869        | 4,8          |
|                                                       | –                              | AfD                 | –           | –           | 13.889       | 9,7          |
|                                                       | Fabian Fahl                    | Die Linke           | 13.162      | 9,3         | 18.399       | 12,9         |
|                                                       | –                              | Tierschutzpartei    | –           | –           | 970          | 0,7          |
|                                                       | –                              | Die PARTEI          | –           | –           | 743          | 0,5          |
|                                                       | –                              | dieBasis            | –           | –           | 187          | 0,1          |
|                                                       | –                              | Team Todenhöfer     | –           | –           | 196          | 0,1          |
|                                                       | Nadine Berndt                  | FREIE WÄHLER        | 3.338       | 2,4         | 403          | 0,3          |
|                                                       | Alexandra Karoline Radermacher | Volt                | 3.211       | 2,3         | 1.522        | 1,1          |
|                                                       | –                              | MLPD                | –           | –           | 36           | 0,0          |
|                                                       | –                              | PdF                 | –           | –           | 241          | 0,2          |
|                                                       | Heinz Peter Brenkfeld          | BÜNDNIS DEUTSCHLAND | 2.678       | 1,9         | 183          | 0,1          |
|                                                       | –                              | BSW                 | –           | –           | 5.058        | 3,5          |
|                                                       | –                              | MERA25              | –           | –           | 93           | 0,1          |
|                                                       | –                              | WerteUnion          | –           | –           | 39           | 0,0          |
| Gesamt                                                | Gesamt                         | Gesamt              | 140.952     | 100         | 142.982      | 100          |
|                                                       |                                |                     |             |             |              |              |
| Ungültige Stimmen                                     | Ungültige Stimmen              | Ungültige Stimmen   | 2.901       | 2,0         | 871          | 0,6          |
| Wähler                                                | Wähler                         | Wähler              | 143.853     | 83,4        | 143.853      | 83,4         |
| Wahlberechtigte                                       | Wahlberechtigte                | Wahlberechtigte     | 172.442     |             | 172.442      |              |
|                                                       |                                |                     |             |             |              |              |
| Quellen: Die Bundeswahlleiterin, Kandidaten – Stimmen |                                |                     |             |             |              |              |

### Bundestagswahl 2021
| Kandidaten                                            | Kandidaten                   | Parteien/Listen      | Erststimmen | Erststimmen | Zweitstimmen | Zweitstimmen |
| Kandidaten                                            | Kandidaten                   | Parteien/Listen      | Stimmen     | %           | Stimmen      | %            |
| ----------------------------------------------------- | ---------------------------- | -------------------- | ----------- | ----------- | ------------ | ------------ |
|                                                       | Rudolf Henke                 | CDU                  | 35.562      | 25,6        | 31.772       | 22,8         |
|                                                       | Ye-One Rhie                  | SPD                  | 33.087      | 23,8        | 30.588       | 22,0         |
|                                                       | Katharina Willkomm           | FDP                  | 10.906      | 7,9         | 15.032       | 10,8         |
|                                                       | Roger Lebien                 | AfD                  | 5.314       | 3,8         | 5.427        | 3,9          |
|                                                       | Oliver Krischergewählt im WK | GRÜNE                | 41.942      | 30,2        | 40.421       | 29,0         |
|                                                       | Andrej Hunko                 | DIE LINKE            | 6.161       | 4,4         | 7.453        | 5,4          |
|                                                       | Elke Zobel                   | Die PARTEI           | 3.058       | 2,2         | 1.632        | 1,2          |
|                                                       | –                            | Tierschutzpartei     | –           | –           | 1.151        | 0,8          |
|                                                       | –                            | PIRATEN              | –           | –           | 542          | 0,4          |
|                                                       | Hans-Jürgen Fink             | Freie Wähler         | 849         | 0,6         | 531          | 0,4          |
|                                                       | –                            | NPD                  | –           | –           | 44           | 0,0          |
|                                                       | –                            | ÖDP                  | –           | –           | 224          | 0,2          |
|                                                       | –                            | V-Partei³            | –           | –           | 104          | 0,1          |
|                                                       | –                            | Gesundheitsforschung | –           | –           | 72           | 0,1          |
|                                                       | –                            | MLPD                 | –           | –           | 30           | 0,0          |
|                                                       | –                            | Die Humanisten       | –           | –           | 268          | 0,2          |
|                                                       | –                            | DKP                  | –           | –           | 42           | 0,0          |
|                                                       | –                            | SGP                  | –           | –           | 22           | 0,0          |
|                                                       | Stephan Korupp               | dieBasis             | 1.502       | 1,1         | 1.342        | 1,0          |
|                                                       | –                            | Bündnis C            | –           | –           | 53           | 0,0          |
|                                                       | –                            | du.                  | –           | –           | 70           | 0,1          |
|                                                       | –                            | LIEBE                | –           | –           | 88           | 0,1          |
|                                                       | –                            | LKR                  | –           | –           | 25           | 0,0          |
|                                                       | –                            | PdF                  | –           | –           | 33           | 0,0          |
|                                                       | –                            | LfK                  | –           | –           | 67           | 0,0          |
|                                                       | –                            | Team Todenhöfer      | –           | –           | 871          | 0,6          |
|                                                       | –                            | Volt                 | –           | –           | 1.389        | 1,0          |
|                                                       | Adonis Böving                | Einzelbewerber       | 122         | 0,1         | –            | –            |
|                                                       | Niklas Teßmann               | Einzelbewerber       | 410         | 0,3         | –            | –            |
| Gesamt                                                | Gesamt                       | Gesamt               | 138.913     | 100         | 139.293      | 100          |
|                                                       |                              |                      |             |             |              |              |
| Ungültige Stimmen                                     | Ungültige Stimmen            | Ungültige Stimmen    | 1.107       | 0,8         | 727          | 0,5          |
| Wähler                                                | Wähler                       | Wähler               | 140.020     | 79,4        | 140.020      | 79,4         |
| Wahlberechtigte                                       | Wahlberechtigte              | Wahlberechtigte      | 176.306     |             | 176.306      |              |
|                                                       |                              |                      |             |             |              |              |
| Quellen: Die Bundeswahlleiterin, Kandidaten – Stimmen |                              |                      |             |             |              |              |

Der direkt gewählte Abgeordnete Oliver Krischer legte zum 28. Juni 2022 sein Bundestagsmandat nieder, um sein Amt als nordrhein-westfälischer Minister für Umwelt, Naturschutz und Verkehr im Kabinett Wüst II anzutreten Der Wahlkreis wird aber weiterhin von den über die jeweiligen Landeslisten in den Bundestag eingezogenen Abgeordneten Andrej Hunko (angetreten für Die Linke, jetzt BSW) und Ye-One Rhie (SPD) vertreten Im August 2023 rückte auch Katharina Willkomm (FDP) über die Landesliste in den Bundestag nach.

### Bundestagswahl 2017
| Kandidaten                                            | Kandidaten                | Parteien/Listen      | Erststimmen | Erststimmen | Zweitstimmen | Zweitstimmen |
| Kandidaten                                            | Kandidaten                | Parteien/Listen      | Stimmen     | %           | Stimmen      | %            |
| ----------------------------------------------------- | ------------------------- | -------------------- | ----------- | ----------- | ------------ | ------------ |
|                                                       | Rudolf Henkegewählt im WK | CDU                  | 47.011      | 33,7        | 38.827       | 27,8         |
|                                                       | Ulla Schmidt              | SPD                  | 45.309      | 32,5        | 34.663       | 24,8         |
|                                                       | Katrin Feldmann           | GRÜNE                | 13.104      | 9,4         | 17.918       | 12,8         |
|                                                       | Andrej Hunko              | DIE LINKE            | 12.282      | 8,8         | 14.459       | 10,3         |
|                                                       | Cliff Gatzweiler          | FDP                  | 10.232      | 7,3         | 19.795       | 14,2         |
|                                                       | Markus Mohr               | AfD                  | 7.817       | 5,6         | 8.271        | 5,9          |
|                                                       | Matthias Achilles         | PIRATEN              | 2.176       | 1,6         | 838          | 0,6          |
|                                                       | –                         | NPD                  | –           | –           | 149          | 0,1          |
|                                                       | –                         | Die PARTEI           | –           | –           | 1.595        | 1,1          |
|                                                       | –                         | FREIE WÄHLER         | –           | –           | 251          | 0,2          |
|                                                       | –                         | Volksabstimmung      | –           | –           | 67           | 0,0          |
|                                                       | Nico Riedemann            | ÖDP                  | 1.426       | 1,0         | 608          | 0,4          |
|                                                       | –                         | MLPD                 | –           | –           | 55           | 0,0          |
|                                                       | –                         | SGP                  | –           | –           | 18           | 0,0          |
|                                                       | –                         | AD-DEMOKRATEN        | –           | –           | 435          | 0,3          |
|                                                       | –                         | BGE                  | –           | –           | 182          | 0,1          |
|                                                       | –                         | DiB                  | –           | –           | 382          | 0,3          |
|                                                       | –                         | DKP                  | –           | –           | 28           | 0,0          |
|                                                       | –                         | DM                   | –           | –           | 131          | 0,1          |
|                                                       | –                         | Die Humanisten       | –           | –           | 191          | 0,1          |
|                                                       | –                         | Gesundheitsforschung | –           | –           | 64           | 0,0          |
|                                                       | –                         | Tierschutzpartei     | –           | –           | 697          | 0,5          |
|                                                       | –                         | V-Partei³            | –           | –           | 177          | 0,1          |
| Gesamt                                                | Gesamt                    | Gesamt               | 139.357     | 100         | 139.801      | 100          |
|                                                       |                           |                      |             |             |              |              |
| Ungültige Stimmen                                     | Ungültige Stimmen         | Ungültige Stimmen    | 1.267       | 0,9         | 823          | 0,6          |
| Wähler                                                | Wähler                    | Wähler               | 140.624     | 78,4        | 140.624      | 78,4         |
| Wahlberechtigte                                       | Wahlberechtigte           | Wahlberechtigte      | 179.273     |             | 179.273      |              |
|                                                       |                           |                      |             |             |              |              |
| Quellen: Die Bundeswahlleiterin, Kandidaten – Stimmen |                           |                      |             |             |              |              |

### Bundestagswahl 2013
| Kandidaten                                            | Kandidaten                | Parteien/Listen   | Erststimmen | Erststimmen | Zweitstimmen | Zweitstimmen |
| Kandidaten                                            | Kandidaten                | Parteien/Listen   | Stimmen     | %           | Stimmen      | %            |
| ----------------------------------------------------- | ------------------------- | ----------------- | ----------- | ----------- | ------------ | ------------ |
|                                                       | Rudolf Henkegewählt im WK | CDU               | 54.175      | 40,7        | 48.728       | 36,6         |
|                                                       | Ulla Schmidt              | SPD               | 46.907      | 35,3        | 36.432       | 27,3         |
|                                                       | Birgit Haveneth           | FDP               | 2.883       | 2,2         | 8.401        | 6,3          |
|                                                       | Andreas Mittelstädt       | GRÜNE             | 11.931      | 9,0         | 17.485       | 13,1         |
|                                                       | Andrej Hunko              | DIE LINKE         | 8.225       | 6,2         | 10.212       | 7,7          |
|                                                       | Marc Salgert              | PIRATEN           | 4.541       | 3,4         | 4.669        | 3,5          |
|                                                       | Felix van der Lee         | NPD               | 743         | 0,6         | 680          | 0,5          |
|                                                       | –                         | REP               | –           | –           | 116          | 0,1          |
|                                                       | –                         | Bündnis 21/RRP    | –           | –           | 40           | 0,0          |
|                                                       | –                         | Volksabstimmung   | –           | –           | 137          | 0,1          |
|                                                       | –                         | ÖDP               | –           | –           | 221          | 0,2          |
|                                                       | –                         | MLPD              | –           | –           | 25           | 0,0          |
|                                                       | –                         | BüSo              | –           | –           | 17           | 0,0          |
|                                                       | –                         | PSG               | –           | –           | 14           | 0,0          |
|                                                       | Uwe Bahmann               | AfD               | 2.961       | 2,2         | 4.149        | 3,1          |
|                                                       | –                         | BIG               | –           | –           | 123          | 0,1          |
|                                                       | –                         | pro Deutschland   | –           | –           | 160          | 0,1          |
|                                                       | –                         | DIE RECHTE        | –           | –           | 46           | 0,0          |
|                                                       | Heinrich Pesch            | FREIE WÄHLER      | 605         | 0,5         | 555          | 0,4          |
|                                                       | –                         | Nichtwähler       | –           | –           | 149          | 0,1          |
|                                                       | –                         | PDV               | –           | –           | 91           | 0,1          |
|                                                       | –                         | Die PARTEI        | –           | –           | 784          | 0,6          |
| Gesamt                                                | Gesamt                    | Gesamt            | 132.971     | 100         | 133.234      | 100          |
|                                                       |                           |                   |             |             |              |              |
| Ungültige Stimmen                                     | Ungültige Stimmen         | Ungültige Stimmen | 1.476       | 1,1         | 1.213        | 0,9          |
| Wähler                                                | Wähler                    | Wähler            | 134.447     | 74,7        | 134.447      | 74,7         |
| Wahlberechtigte                                       | Wahlberechtigte           | Wahlberechtigte   | 179.933     |             | 179.933      |              |
|                                                       |                           |                   |             |             |              |              |
| Quellen: Die Bundeswahlleiterin, Kandidaten – Stimmen |                           |                   |             |             |              |              |

Damit ging der Wahlkreis erneut an Rudolf Henke Andrej Hunko und Ulla Schmidt kamen jeweils über die Landeslisten ihrer Parteien ebenfalls wieder in den Bundestag.

### Bundestagswahl 2009
| Kandidaten                                          | Kandidaten                | Parteien/Listen      | Erststimmen | Erststimmen | Zweitstimmen | Zweitstimmen |
| Kandidaten                                          | Kandidaten                | Parteien/Listen      | Stimmen     | %           | Stimmen      | %            |
| --------------------------------------------------- | ------------------------- | -------------------- | ----------- | ----------- | ------------ | ------------ |
|                                                     | Ulla Schmidt              | SPD                  | 38.523      | 29,9        | 28.937       | 22,4         |
|                                                     | Rudolf Henkegewählt im WK | CDU                  | 50.703      | 39,4        | 41.146       | 31,9         |
|                                                     | Petra Müller              | FDP                  | 11.554      | 9,0         | 19.464       | 15,1         |
|                                                     | Jochen Luczak             | GRÜNE                | 17.241      | 13,4        | 20.765       | 16,1         |
|                                                     | Andrej Hunko              | DIE LINKE            | 9.520       | 7,4         | 10.911       | 8,5          |
|                                                     | Oliver Harf               | NPD                  | 1.088       | 0,8         | 789          | 0,6          |
|                                                     | –                         | Die Tierschutzpartei | –           | –           | 672          | 0,5          |
|                                                     | –                         | FAMILIE              | –           | –           | 385          | 0,3          |
|                                                     | –                         | REP                  | –           | –           | 221          | 0,2          |
|                                                     | –                         | Volksabstimmung      | –           | –           | 87           | 0,1          |
|                                                     | –                         | MLPD                 | –           | –           | 34           | 0,0          |
|                                                     | –                         | PSG                  | –           | –           | 9            | 0,0          |
|                                                     | –                         | ZENTRUM              | –           | –           | 62           | 0,0          |
|                                                     | –                         | BüSo                 | –           | –           | 32           | 0,0          |
|                                                     | –                         | DVU                  | –           | –           | 54           | 0,0          |
|                                                     | –                         | ödp                  | –           | –           | 149          | 0,1          |
|                                                     | –                         | PIRATEN              | –           | –           | 4.837        | 3,7          |
|                                                     | –                         | RRP                  | –           | –           | 149          | 0,1          |
|                                                     | –                         | RENTNER              | –           | –           | 314          | 0,2          |
| Gesamt                                              | Gesamt                    | Gesamt               | 128.629     | 100         | 129.017      | 100          |
|                                                     |                           |                      |             |             |              |              |
| Ungültige Stimmen                                   | Ungültige Stimmen         | Ungültige Stimmen    | 1.582       | 1,2         | 1.194        | 0,9          |
| Wähler                                              | Wähler                    | Wähler               | 130.211     | 73,6        | 130.211      | 73,6         |
| Wahlberechtigte                                     | Wahlberechtigte           | Wahlberechtigte      | 176.885     |             | 176.885      |              |
|                                                     |                           |                      |             |             |              |              |
| Quellen: Der Bundeswahlleiter, Kandidaten – Stimmen |                           |                      |             |             |              |              |

Damit gewann Rudolf Henke den Wahlkreis Ulla Schmidt, Petra Müller und Andrej Hunko zogen über die Landeslisten ihrer Parteien in den 17 Bundestag ein.

### Bundestagswahl 2005
| Kandidaten                                            | Kandidaten                | Parteien/Listen      | Erststimmen | Erststimmen | Zweitstimmen | Zweitstimmen |
| Kandidaten                                            | Kandidaten                | Parteien/Listen      | Stimmen     | %           | Stimmen      | %            |
| ----------------------------------------------------- | ------------------------- | -------------------- | ----------- | ----------- | ------------ | ------------ |
|                                                       | Ulla Schmidtgewählt im WK | SPD                  | 55.086      | 40,5        | 45.300       | 33,3         |
|                                                       | Marcel Philipp            | CDU                  | 53.170      | 39,1        | 44.710       | 32,8         |
|                                                       | Petra Müller              | FDP                  | 7.476       | 5,5         | 15.655       | 11,5         |
|                                                       | Thomas Griese             | GRÜNE                | 12.462      | 9,2         | 19.566       | 14,4         |
|                                                       | Andreas Müller            | Die Linke.           | 6.655       | 4,9         | 8.165        | 6,0          |
|                                                       | –                         | REP                  | –           | –           | 218          | 0,2          |
|                                                       | –                         | Die Tierschutzpartei | –           | –           | 541          | 0,4          |
|                                                       | Oliver Harf               | NPD                  | 1.034       | 0,8         | 880          | 0,6          |
|                                                       | –                         | FAMILIE              | –           | –           | 369          | 0,3          |
|                                                       | –                         | GRAUE                | –           | –           | 481          | 0,4          |
|                                                       | –                         | PBC                  | –           | –           | 71           | 0,1          |
|                                                       | –                         | ZENTRUM              | –           | –           | 41           | 0,0          |
|                                                       | –                         | BüSo                 | –           | –           | 53           | 0,0          |
|                                                       | –                         | Deutschland          | –           | –           | 93           | 0,1          |
|                                                       | –                         | MLPD                 | –           | –           | 32           | 0,0          |
|                                                       | –                         | PSG                  | –           | –           | 48           | 0,0          |
| Gesamt                                                | Gesamt                    | Gesamt               | 135.883     | 100         | 136.223      | 100          |
|                                                       |                           |                      |             |             |              |              |
| Ungültige Stimmen                                     | Ungültige Stimmen         | Ungültige Stimmen    | 1.996       | 1,4         | 1.656        | 1,2          |
| Wähler                                                | Wähler                    | Wähler               | 137.879     | 78,8        | 137.879      | 78,8         |
| Wahlberechtigte                                       | Wahlberechtigte           | Wahlberechtigte      | 174.998     |             | 174.998      |              |
|                                                       |                           |                      |             |             |              |              |
| Quellen: Die Bundeswahlleiterin, Kandidaten – Stimmen |                           |                      |             |             |              |              |

### Bundestagswahl 2002
| Kandidaten                                                                   | Kandidaten                | Parteien/Listen   | Erststimmen | Erststimmen | Zweitstimmen | Zweitstimmen |
| Kandidaten                                                                   | Kandidaten                | Parteien/Listen   | Stimmen     | %           | Stimmen      | %            |
| ---------------------------------------------------------------------------- | ------------------------- | ----------------- | ----------- | ----------- | ------------ | ------------ |
|                                                                              | Ulla Schmidtgewählt im WK | SPD               | 62.237      | 47,4        | 47.560       | 36,1         |
|                                                                              | Dieter Bischoff           | CDU               | 49.901      | 38,0        | 44.770       | 34,0         |
|                                                                              | Hans-Dieter Schaffrath    | FDP               | 6.879       | 5,2         | 12.789       | 9,7          |
|                                                                              | Hilde Scheidt             | GRÜNE             | 9.308       | 7,1         | 21.933       | 16,6         |
|                                                                              | Andreas Müller            | PDS               | 1.638       | 1,2         | 2.143        | 1,6          |
|                                                                              | –                         | REP               | –           | –           | 212          | 0,2          |
|                                                                              | –                         | GRAUE             | –           | –           | 229          | 0,2          |
|                                                                              | –                         | Tierschutz        | –           | –           | 367          | 0,3          |
|                                                                              | –                         | FAMILIE           | –           | –           | 182          | 0,1          |
|                                                                              | –                         | NPD               | –           | –           | 258          | 0,2          |
|                                                                              | –                         | PBC               | –           | –           | 70           | 0,1          |
|                                                                              | –                         | ödp               | –           | –           | 56           | 0,0          |
|                                                                              | –                         | CM                | –           | –           | 61           | 0,0          |
|                                                                              | –                         | DIE FRAUEN        | –           | –           | 95           | 0,1          |
|                                                                              | –                         | BüSo              | –           | –           | 15           | 0,0          |
|                                                                              | –                         | Violetten         | –           | –           | 35           | 0,0          |
|                                                                              | –                         | ZENTRUM           | –           | –           | 36           | 0,0          |
|                                                                              | –                         | HP                | –           | –           | 13           | 0,0          |
|                                                                              | Wolfgang Palm             | Schill            | 1.127       | 0,9         | 934          | 0,7          |
|                                                                              | Gaetan Kayitare           | Einzelbewerber    | 312         | 0,2         | –            | –            |
| Gesamt                                                                       | Gesamt                    | Gesamt            | 131.402     | 100         | 131.758      | 100          |
|                                                                              |                           |                   |             |             |              |              |
| Ungültige Stimmen                                                            | Ungültige Stimmen         | Ungültige Stimmen | 1.643       | 1,2         | 1.287        | 1,0          |
| Wähler                                                                       | Wähler                    | Wähler            | 133.045     | 80,5        | 133.045      | 80,5         |
| Wahlberechtigte                                                              | Wahlberechtigte           | Wahlberechtigte   | 165.242     |             | 165.242      |              |
|                                                                              |                           |                   |             |             |              |              |
| Quellen: Der Bundeswahlleiter, Kandidaten – Stimmen ― Die Landeswahlleiterin |                           |                   |             |             |              |              |

### Bundestagswahl 1998
| Kandidaten                                                                 | Kandidaten                     | Parteien/Listen     | Erststimmen | Erststimmen | Zweitstimmen | Zweitstimmen |
| Kandidaten                                                                 | Kandidaten                     | Parteien/Listen     | Stimmen     | %           | Stimmen      | %            |
| -------------------------------------------------------------------------- | ------------------------------ | ------------------- | ----------- | ----------- | ------------ | ------------ |
|                                                                            | Ulla Schmidtgewählt im WK      | SPD                 | 65.660      | 47,3        | 54.539       | 39,2         |
|                                                                            | Armin Laschet                  | CDU                 | 59.075      | 42,5        | 48.629       | 35,0         |
|                                                                            | Martin Steppler                | F.D.P.              | 3.244       | 2,3         | 11.987       | 8,6          |
|                                                                            | Helmut Ludwig                  | GRÜNE               | 7.184       | 5,2         | 17.432       | 12,5         |
|                                                                            | Andreas Müller                 | PDS                 | 1.453       | 1,0         | 2.417        | 1,7          |
|                                                                            | –                              | Deutschland         | –           | –           | 30           | 0,0          |
|                                                                            | –                              | APPD                | –           | –           | 108          | 0,1          |
|                                                                            | –                              | BüSo                | –           | –           | 14           | 0,0          |
|                                                                            | –                              | BFB – Die Offensive | –           | –           | 48           | 0,0          |
|                                                                            | –                              | Chance 2000         | –           | –           | 120          | 0,1          |
|                                                                            | –                              | CM                  | –           | –           | 52           | 0,0          |
|                                                                            | –                              | DVU                 | –           | –           | 1.004        | 0,7          |
|                                                                            | Werner Theodor Wilhelm Schäfer | GRAUE               | 524         | 0,4         | 455          | 0,3          |
|                                                                            | Maria Magdalena Alexius        | REP                 | 1.171       | 0,8         | 884          | 0,6          |
|                                                                            | –                              | FAMILIE             | –           | –           | 169          | 0,1          |
|                                                                            | –                              | DIE FRAUEN          | –           | –           | 40           | 0,0          |
|                                                                            | –                              | Pro DM              | –           | –           | 373          | 0,3          |
|                                                                            | –                              | MLPD                | –           | –           | 15           | 0,0          |
|                                                                            | –                              | Tierschutz          | –           | –           | 300          | 0,2          |
|                                                                            | –                              | NPD                 | –           | –           | 98           | 0,1          |
|                                                                            | Gerhard Steffen                | NATURGESETZ         | 310         | 0,2         | 145          | 0,1          |
|                                                                            | –                              | ödp                 | –           | –           | 73           | 0,1          |
|                                                                            | –                              | PBC                 | –           | –           | 74           | 0,1          |
|                                                                            | –                              | Nichtwähler         | –           | –           | 105          | 0,1          |
|                                                                            | –                              | PSG                 | –           | –           | 21           | 0,0          |
|                                                                            | Mirjam Alberti                 | Einzelbewerberin    | 285         | 0,2         | –            | –            |
| Gesamt                                                                     | Gesamt                         | Gesamt              | 138.906     | 100         | 139.132      | 100          |
|                                                                            |                                |                     |             |             |              |              |
| Ungültige Stimmen                                                          | Ungültige Stimmen              | Ungültige Stimmen   | 1.525       | 1,1         | 1.299        | 0,9          |
| Wähler                                                                     | Wähler                         | Wähler              | 140.431     | 84,1        | 140.431      | 84,1         |
| Wahlberechtigte                                                            | Wahlberechtigte                | Wahlberechtigte     | 166.969     |             | 166.969      |              |
|                                                                            |                                |                     |             |             |              |              |
| Quellen: Der Bundeswahlleiter, Kandidaten – Stimmen ― Der Landeswahlleiter |                                |                     |             |             |              |              |

### Bundestagswahl 1994
| Kandidaten                                                | Kandidaten                 | Parteien/Listen   | Erststimmen | Erststimmen | Zweitstimmen | Zweitstimmen |
| Kandidaten                                                | Kandidaten                 | Parteien/Listen   | Stimmen     | %           | Stimmen      | %            |
| --------------------------------------------------------- | -------------------------- | ----------------- | ----------- | ----------- | ------------ | ------------ |
|                                                           | Ursula Schmidt             | SPD               | 58.930      | 42,4        | 48.404       | 34,6         |
|                                                           | Armin Laschetgewählt im WK | CDU               | 64.231      | 46,2        | 56.534       | 40,4         |
|                                                           | Karl Heinrich Hausmann     | F.D.P.            | 4.148       | 3,0         | 12.954       | 9,3          |
|                                                           | Helmut Ludwig              | GRÜNE             | 9.239       | 6,6         | 16.686       | 11,9         |
|                                                           | –                          | PDS               | –           | –           | 2.109        | 1,5          |
|                                                           | –                          | Solidarität       | –           | –           | 21           | 0,0          |
|                                                           | –                          | BSA               | –           | –           | 17           | 0,0          |
|                                                           | –                          | CM                | –           | –           | 67           | 0,0          |
|                                                           | –                          | ZENTRUM           | –           | –           | 24           | 0,0          |
|                                                           | Jutta Jaura                | GRAUE             | 720         | 0,5         | 592          | 0,4          |
|                                                           | Holger Janßen              | NATURGESETZ       | 366         | 0,3         | 136          | 0,1          |
|                                                           | Eduard Hubertus Tetzlaff   | REP               | 1.353       | 1,0         | 1.331        | 1,0          |
|                                                           | –                          | MLPD              | –           | –           | 19           | 0,0          |
|                                                           | –                          | Tierschutz        | –           | –           | 396          | 0,3          |
|                                                           | –                          | ÖDP               | –           | –           | 190          | 0,1          |
|                                                           | –                          | PBC               | –           | –           | 70           | 0,1          |
|                                                           | –                          | STATT Partei      | –           | –           | 388          | 0,3          |
| Gesamt                                                    | Gesamt                     | Gesamt            | 138.987     | 100         | 139.938      | 100          |
|                                                           |                            |                   |             |             |              |              |
| Ungültige Stimmen                                         | Ungültige Stimmen          | Ungültige Stimmen | 2.890       | 2,0         | 1.939        | 1,4          |
| Wähler                                                    | Wähler                     | Wähler            | 141.877     | 82,7        | 141.877      | 82,7         |
| Wahlberechtigte                                           | Wahlberechtigte            | Wahlberechtigte   | 171.634     |             | 171.634      |              |
|                                                           |                            |                   |             |             |              |              |
| Quellen: Der Bundeswahlleiter, Stimmen ― Ministerialblatt |                            |                   |             |             |              |              |

### Bundestagswahl 1990
| Kandidaten                | Kandidaten                 | Parteien/Listen   | Erststimmen | Erststimmen | Zweitstimmen | Zweitstimmen |
| Kandidaten                | Kandidaten                 | Parteien/Listen   | Stimmen     | %           | Stimmen      | %            |
| ------------------------- | -------------------------- | ----------------- | ----------- | ----------- | ------------ | ------------ |
|                           | Ulla Schmidt               | SPD               | 56.343      | 42,1        | 48.264       | 36,0         |
|                           | Hans Sterckengewählt im WK | CDU               | 60.208      | 45,0        | 56.704       | 42,3         |
|                           | Udo Möller                 | F.D.P.            | 7.098       | 5,3         | 15.234       | 11,4         |
|                           | Heiner Jüttner             | GRÜNE             | 7.828       | 5,8         | 9.974        | 7,4          |
|                           | –                          | CM                | –           | –           | 108          | 0,1          |
|                           | Werner Schäfer             | DIE GRAUEN        | 1.497       | 1,1         | 1.223        | 0,9          |
|                           | –                          | REP               | –           | –           | 1.259        | 0,9          |
|                           | –                          | FRAUEN            | –           | –           | 129          | 0,1          |
|                           | Günther Schubert           | NPD               | 869         | 0,6         | 393          | 0,3          |
|                           | –                          | ÖDP               | –           | –           | 314          | 0,2          |
|                           | –                          | PDS               | –           | –           | 554          | 0,4          |
|                           | –                          | Patrioten         | –           | –           | 15           | 0,0          |
|                           | –                          | VAA               | –           | –           | 20           | 0,0          |
| Gesamt                    | Gesamt                     | Gesamt            | 133.843     | 100         | 134.191      | 100          |
|                           |                            |                   |             |             |              |              |
| Ungültige Stimmen         | Ungültige Stimmen          | Ungültige Stimmen | 1.503       | 1,1         | 1.155        | 0,9          |
| Wähler                    | Wähler                     | Wähler            | 135.346     | 79,2        | 135.346      | 79,2         |
| Wahlberechtigte           | Wahlberechtigte            | Wahlberechtigte   | 170.863     |             | 170.863      |              |
|                           |                            |                   |             |             |              |              |
| Quellen: Ministerialblatt |                            |                   |             |             |              |              |